# Rejštejn
Rejštejn település Csehországban, a Klatovyi járásban. Rejštejn Hartmanice, Srní, Kašperské Hory és Horská Kvilda településekkel határos. Lakosainak száma 242 fő (2024. január 1.).

## Népesség
A település lakosságának változását az alábbi diagram mutatja:
| Lakosok száma | 2103 | 2372 | 2201 | 977  | 530  | 270  | 247  | 255  | 239  | 242  |
|               | 1869 | 1890 | 1921 | 1950 | 1970 | 2001 | 2017 | 2019 | 2022 | 2024 |